# Rubén Limardo
Rubén Dario Limardo Gascón, född den 3 augusti 1985 i Ciudad Bolívar, är en venezuelansk fäktare som tävlar i värja. Hans bröder Francisco Limardo och Jesús Limardo är också fäktare.
Limardo tog OS-guld i herrarnas värja i samband med de olympiska fäktningstävlingarna 2012 i London.